# 立飛企業
立飛企業株式会社（たちひきぎょう）は、かつて存在した主に不動産賃貸業を営む日本の企業。本社は東京都立川市泉町。前身は航空機メーカーである立川飛行機株式会社で（1955年に立飛企業へ商号変更）、第二次世界大戦期までは主として帝国陸軍の航空部隊を顧客とする軍用機を製造していた。通称は「立川」「立飛」など。
関連会社に新立川航空機株式会社があり、株式を相互持ち合いしていた。2012年4月には持株会社として株式会社立飛ホールディングスが設立され、立飛企業は新立川航空機とともに事業部門別に再編成されている。また系列会社として東京飛行機製作所があった。

## 歴史

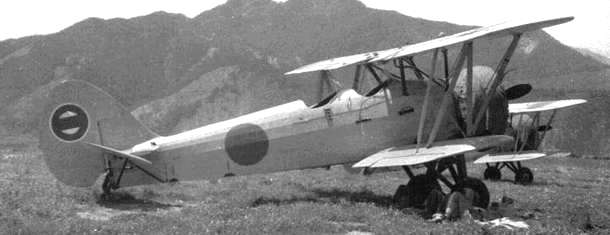
熊谷陸軍飛行学校の九五式一型練習機

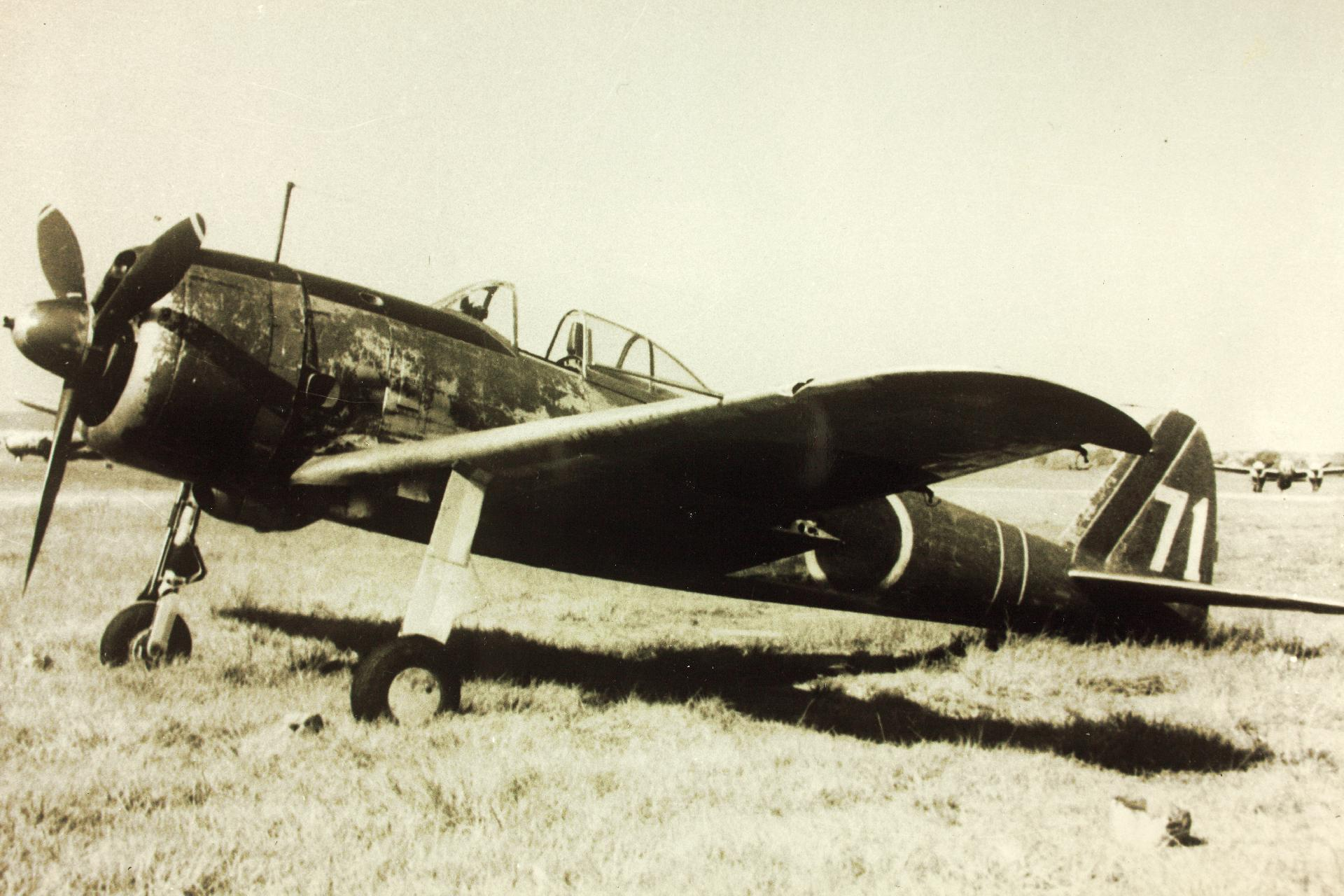
立川飛行機において約1,000機が転換生産された一式戦「隼」二型（キ43-II）。後の三型（キ43-III）はほぼ全機（約1,500機）が立川によって量産されている

### 中堅軍用機メーカーとして
立川飛行機自体の前身は1924年に設立された株式会社石川島飛行機製作所（石川島飛行機）である。これは東京石川島造船所（石川島播磨重工業を経て現・IHI）が中心となって出資設立されたものであった。設立当初は現在の東京都中央区月島に工場があったが、1930年には立川陸軍飛行場のある立川市に移転している。
石川島飛行機時代の1934年には、帝国陸軍の依頼を受け中等練習機を開発、これは九五式一型練習機として制式採用されその橙色の練習機塗装から「赤とんぼ」と親しまれつつ第二次世界大戦の敗戦に至るまで陸軍主力中等（初等）練習機として使用された。また主に民間機操縦者を養成する逓信省（運輸通信省、郵政省を経て現・日本郵政グループ）の航空機乗員養成所においても使用された。なお同時期には初等練習機として九五式三型練習機も開発・採用されている。
1936年（昭和11年）、陸軍省の要請により、工場所在地の名を取り立川飛行機株式会社（立川飛行機）に改称。中堅航空機メーカーとして、ロッキードよりL-14 スーパーエレクトラのライセンス生産権を購入してロ式輸送機として生産し、また九八式直協偵察機・九九式高等練習機・一式双発高等練習機等の開発・生産を行いつつ、大手の中島飛行機が開発した一式戦闘機「隼」の大規模な移管生産を行っていた。
また大東亜戦争（太平洋戦争、第二次世界大戦）期には、東京帝国大学航空研究所との協同で長距離飛行研究機キ77(A-26)や、独自設計の高高度戦闘機としてキ94-IIといった意欲作も手がけている。
敗戦後、工場は進駐軍に接収されたが、1949年には立川飛行機の出資によって第二会社であるタチヒ工業株式会社（1951年に立飛工業株式会社へ商号変更）を設立した。
航空一部再開によって航空機製造が再開され、1952年には戦後国産第一号機であるR-52型軽飛行機（練習機）を開発、また立飛工業は新立川航空機株式会社（新立川航空機）へと改称した。新立川航空機は続いてR-53型軽飛行機も開発したが、いずれも時代遅れの技術であり量産には至らなかった。さらに、フランスから設計者を招いてR-HM型軽飛行機を開発したが、操縦が非常に難しい機体であり、やはり量産には至らなかった。

### 日本の電気自動車の礎

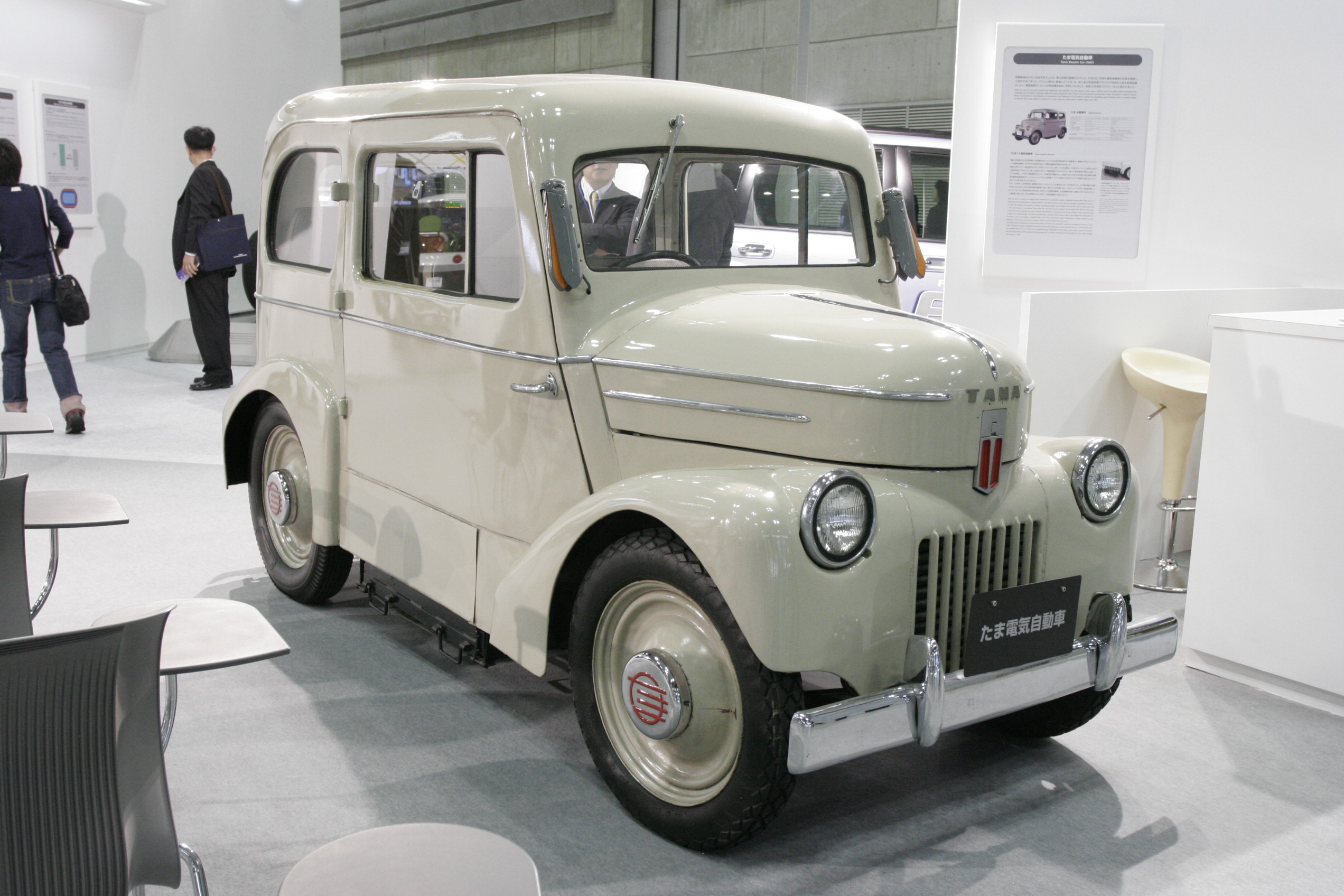
たま電気自動車
保存車両（日産自動車）

GHQによる工場接収により従業員は事実上解雇されたが、1947年（昭和22年）、試作工場長外山保やキ74を開発した技師田中次郎が中心となって「東京電気自動車（のち「たま電気自動車」を経て「たま自動車」に改称）を設立した。約200名が参加し、このとき作られた電気自動車は日本の電気自動車の源流となった。

たま自動車は混乱期の変転を経て、プリンス自動車工業（プリンス自動車）となり、スカイラインやグロリアなどを開発・販売した。技術的には優れていたものの、経営難や通商産業省のメーカー整理統合政策などの諸事情により、1966年に日産自動車へ吸収合併される形となった。

一方で、キ94を開発した技師長谷川龍雄はプリンス自動車に参加せず、競合のトヨタ自動車工業（現・トヨタ自動車）に入社。クラウンやコロナ、パブリカ、カローラなど、日本を代表する自動車の開発において主査を務めた。

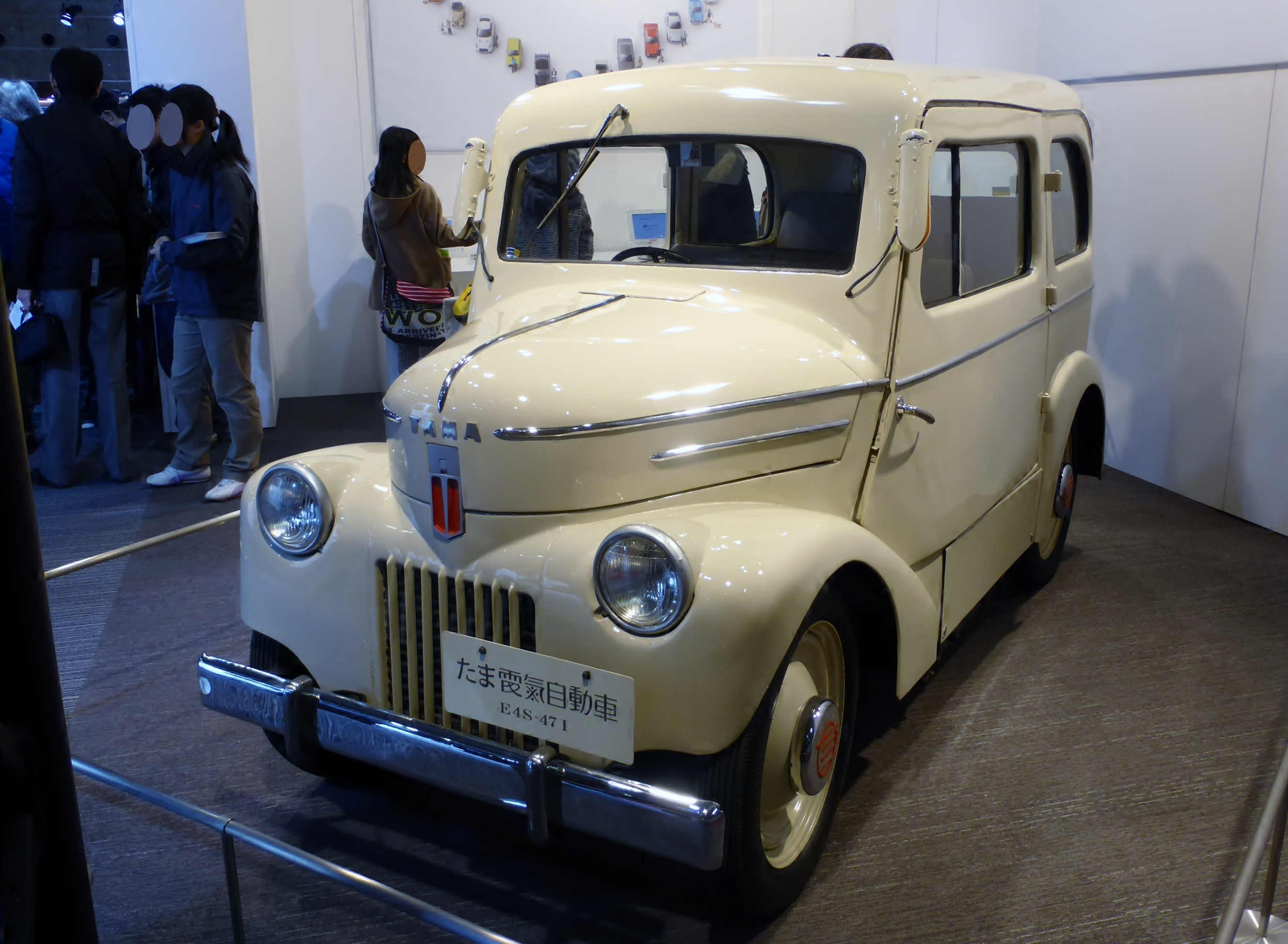
たま電気自動車（フロント） 大阪モーターショー2013 日産自動車ブース
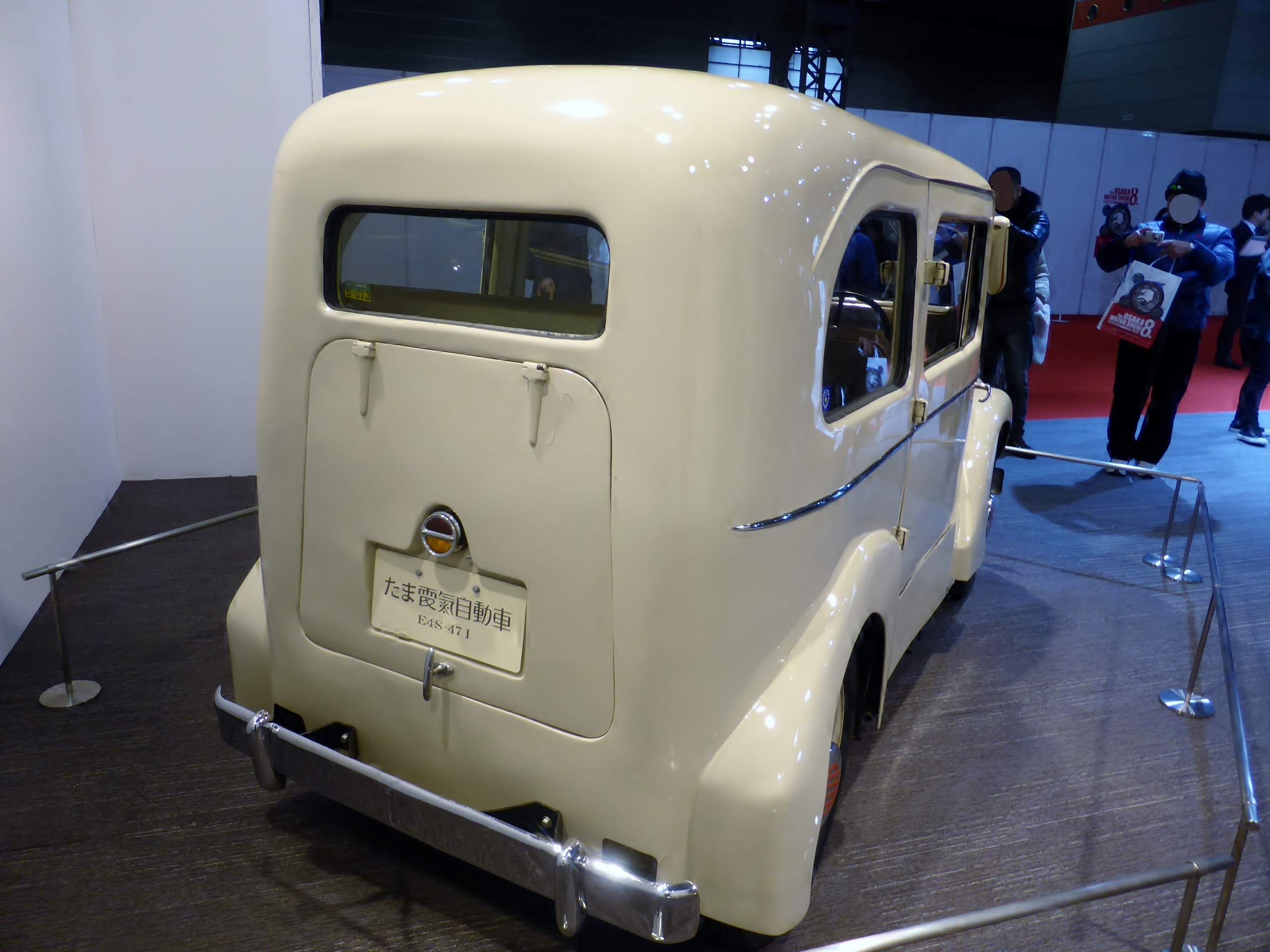
たま電気自動車（リア） 大阪モーターショー2013 日産自動車ブース

### 社名変更と持株会社設立
本家である立川飛行機は1955年に立飛企業株式会社（立飛企業）に改称。1970年代中期以降は、立飛企業は不動産賃貸部門を主力事業としていた。
1961年以降、東京証券取引所第2部に新立川航空機と共に上場していたが、2012年1月17日を期日としてマネジメント・バイアウト（MBO）を実施したため、同年1月12日限りで上場廃止。2012年4月に株式会社立飛ホールディングスを設立した。
「立飛（タチヒ）」の社名は、前身である「立川飛行機」の略称から付けられたものであり、多摩都市モノレール線の立飛駅（1998年開業）もそれに由来する。

## 年表

### 戦前
- 1924年（大正13年）11月1日 - 株式会社石川島飛行機製作所として設立[4]。

立飛ホールディングスではこの日を立飛グループ創立日としている。
- 1930年（昭和5年） - 工場を立川へ移転。
- 1936年（昭和11年）7月 - 立川飛行機株式会社へ商号変更[4]。

### 戦中
- 1942年（昭和17年） - 山梨県釜無川べりに甲府製造所を新設することを決定。
- 1943年（昭和18年） - 岡山県児島湾岸を埋立して岡山製造所を建設することを計画。
- 1944年（昭和19年） - 軍需大臣から軍需会社に指定される。
- 1944年（昭和19年） - 甲府製造所および岡山製造所が完成。
- 1945年（昭和20年） - 3月・4月と立て続けに大空襲に遭い、爆撃で立川工場の施設も大破する。
- 1945年（昭和20年） - 敗戦により事業閉鎖となる。

### 戦後
- 1945年（昭和20年） - 立川製造所が連合軍に接収を受ける。
- 1949年（昭和24年） - 第二会社のタチヒ工業株式会社（のち新立川航空機株式会社）を設立。
- 1952年（昭和27年） - 航空一部再開。軽飛行機「R-52型」などを開発。
- 1955年（昭和30年）5月 - 立飛企業株式会社へ商号変更[4]。
- 1976年（昭和51年） - 立川製造所が在日米軍から返還。以降は不動産賃貸が主力事業となる。

関連会社の新立川航空機株式会社も不動産賃貸が主力であるが、暖房機、食器洗浄機、航空機部品、機械式立体駐車場などの製造・販売も行っていた。
- 2011年（平成23年）
  - 7月26日 - 立飛ホールディングスを設立[4]。
  - 8月 - 立飛企業・新立川航空機の2社がMBOを実施[4]
- 2012年（平成24年）
  - 1月 - MBO実施により、東証二部上場廃止[4]。
  - 4月 - 株式交換により、立飛企業と新立川航空機が立飛ホールディングスの完全子会社となる[4]。
  - 11月1日 - 創立88周年記念日に立飛グループ再編を完了し、新生立飛グループとなる[4][5]。
- 2014年（平成26年）
  - 4月 - 立川飛行機製の軽飛行機「R-53型」「R-HM型」の2機を修復し一般公開する[4]。
  - 11月1日 - 立飛グループ創立90周年を迎える[4]。

## 開発機

### 帝国陸軍
- 戦闘機
  - 都市防空戦闘機
  - キ94I/II試作高高度防空戦闘機
- 爆撃機
  - キ29試作軽爆撃機
  - タ号試作特殊攻撃機
- 練習機
  - R-1
  - R-2
  - 九五式一型練習機
  - 九五式三型練習機
  - キ24試作滑空機
  - キ25試作滑空機
  - キ26試作滑空機
  - 九九式高等練習機
  - 一式双発高等練習機
- 輸送機
  - 小型軽患者輸送機
  - ロ式輸送機
  - キ92試作輸送機
- 偵察機（偵察爆撃機）
  - T-2
  - T-3
  - T-5
  - 九八式直接協同偵察機
  - キ70試作司令部偵察機
  - キ74試作長距離偵察爆撃機
  - 試案司令部偵察機
- その他
  - キ77（A-26）長距離飛行試験機
  - ロ式B型試作高高度研究機

### 民間
- 練習機
  - R-3（陸軍向け試作機を転用）
  - R-5（陸軍向け試作機を転用）
  - TS-1
  - R-38（陸軍でも審査）
  - R-52
  - R-53
  - R-HM
- その他
  - 立川ビーチクラフトC-17E（ライセンス生産）
  - AKT95（オリンポスと共同）

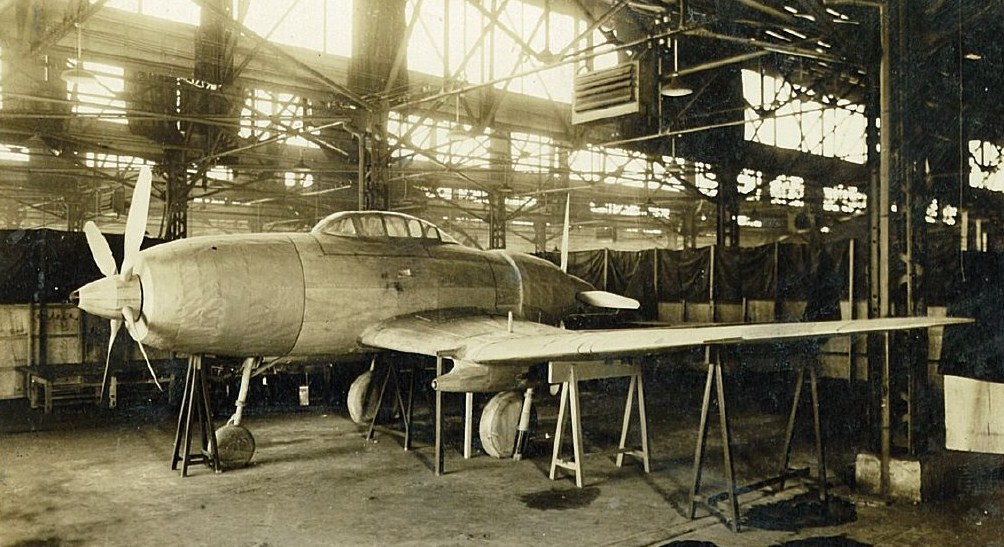
キ94-I
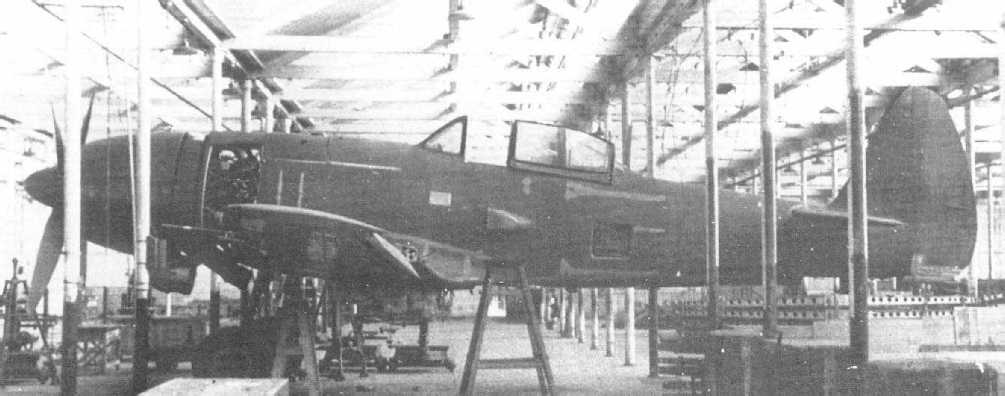
キ94-II
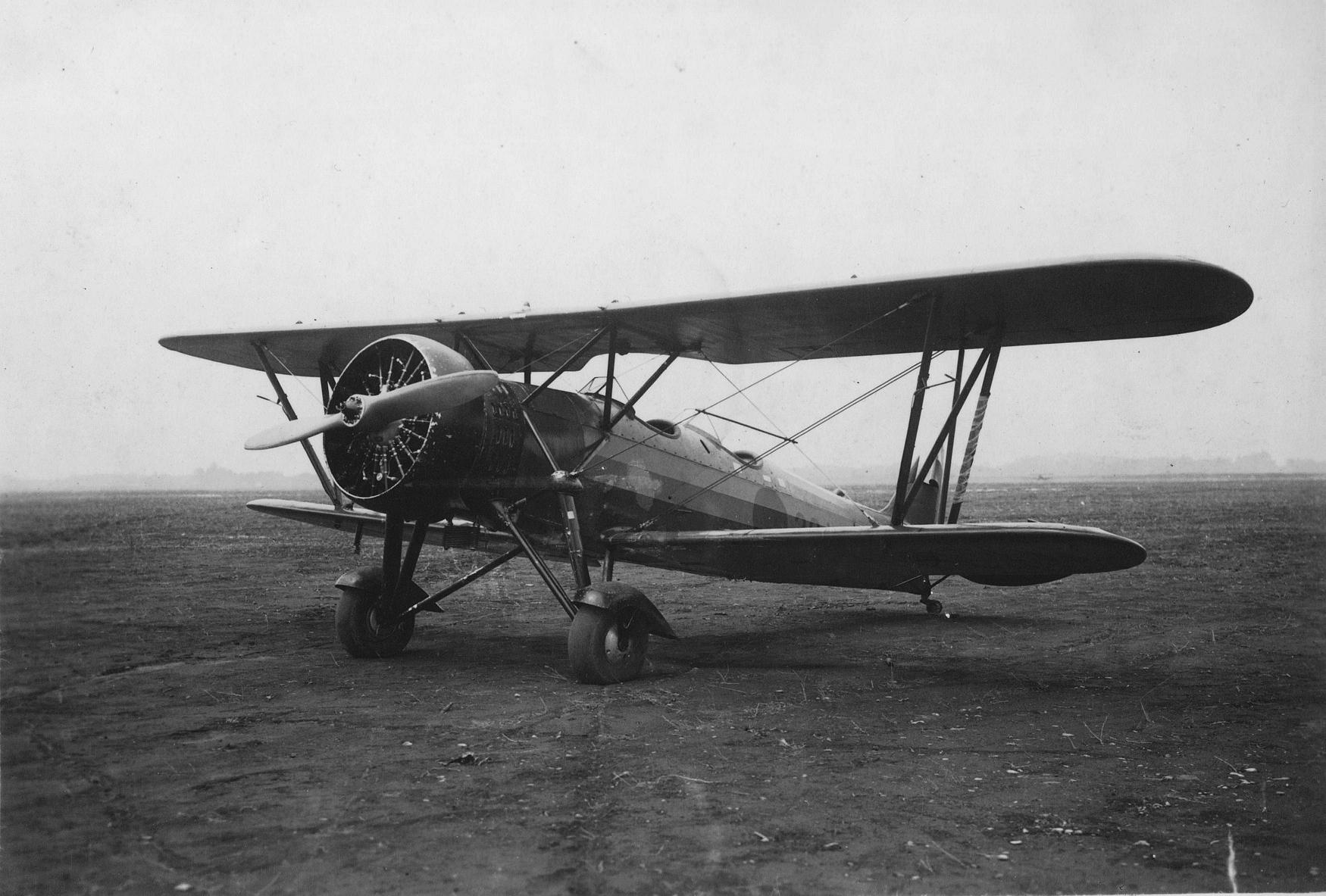
九五式一型練習機
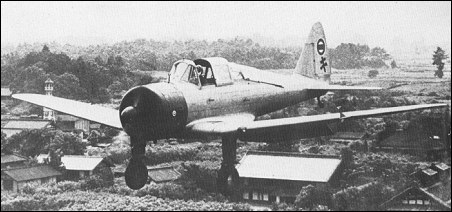
九九式高等練習機
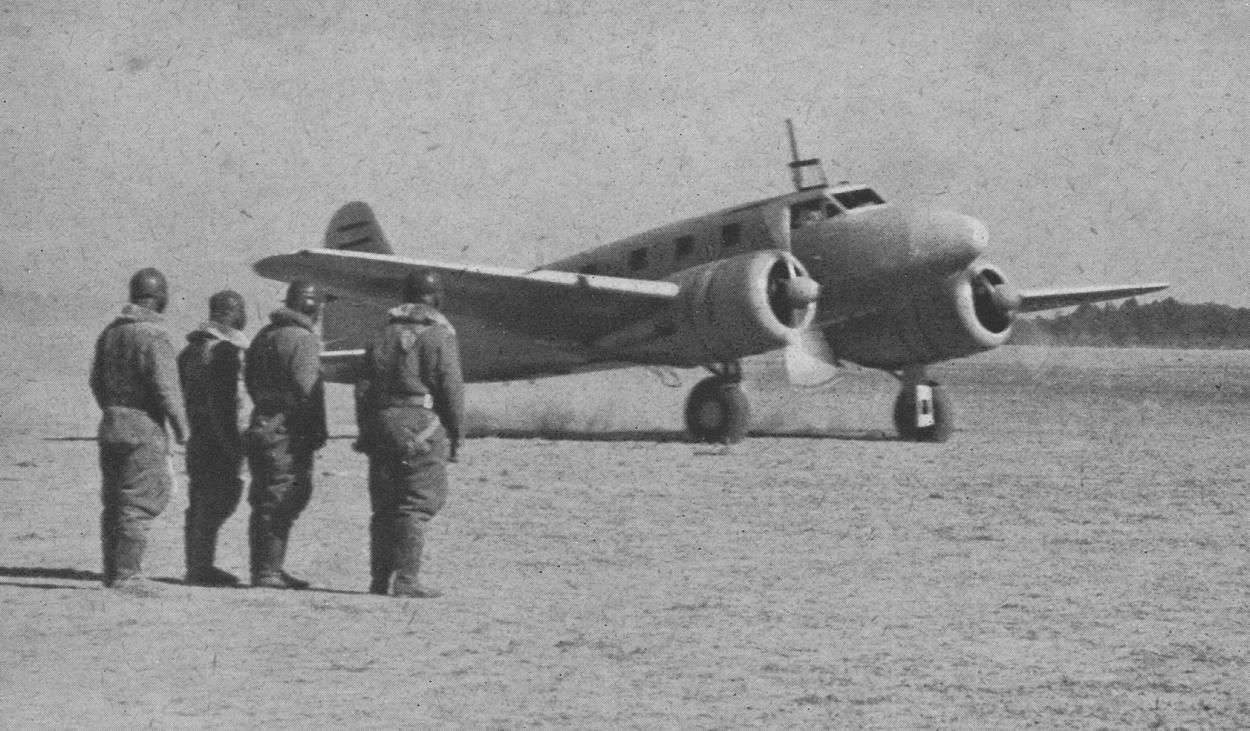
一式双発高等練習機
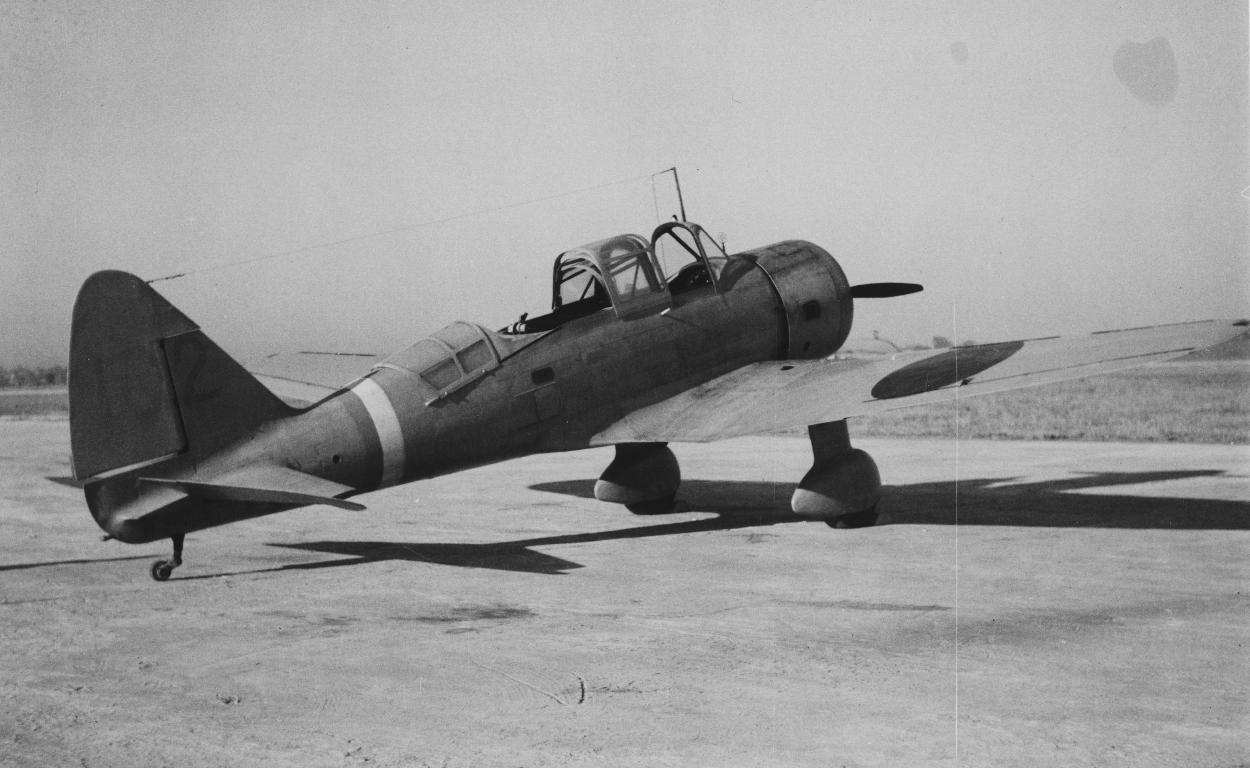
九八式直協偵察機
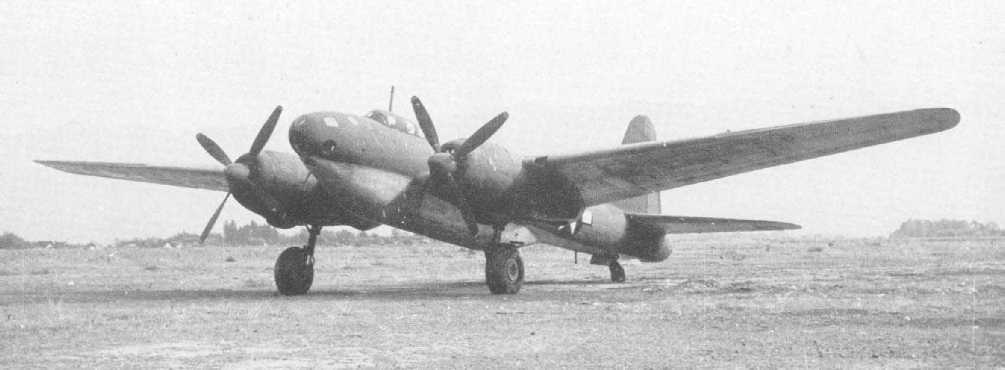
キ74
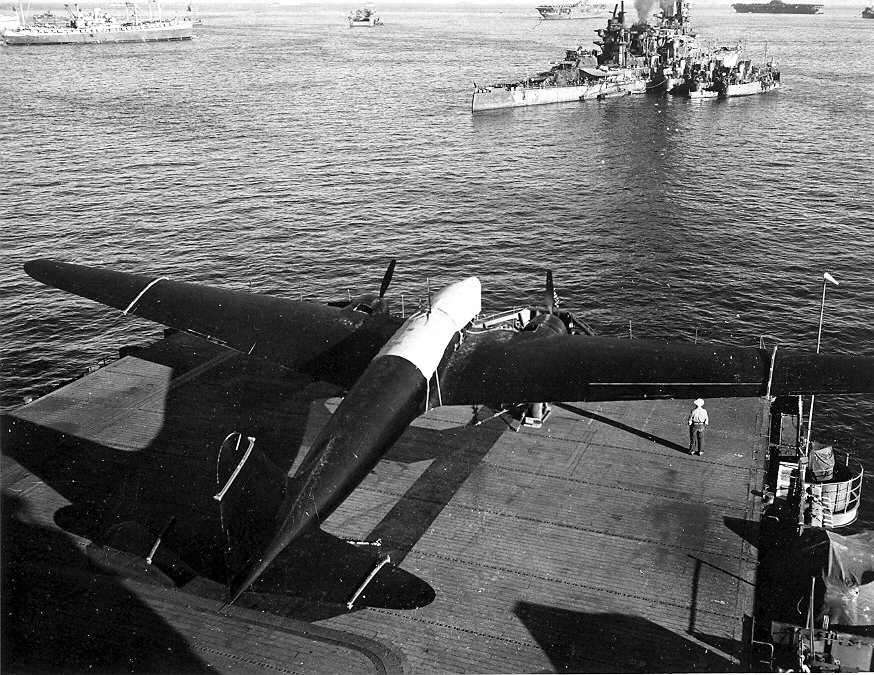
キ77(A-26)
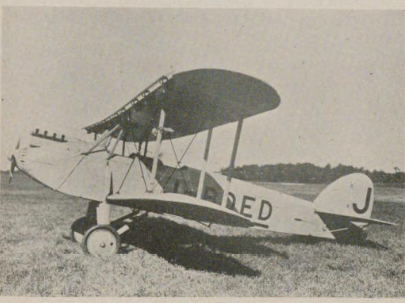
R-3練習機
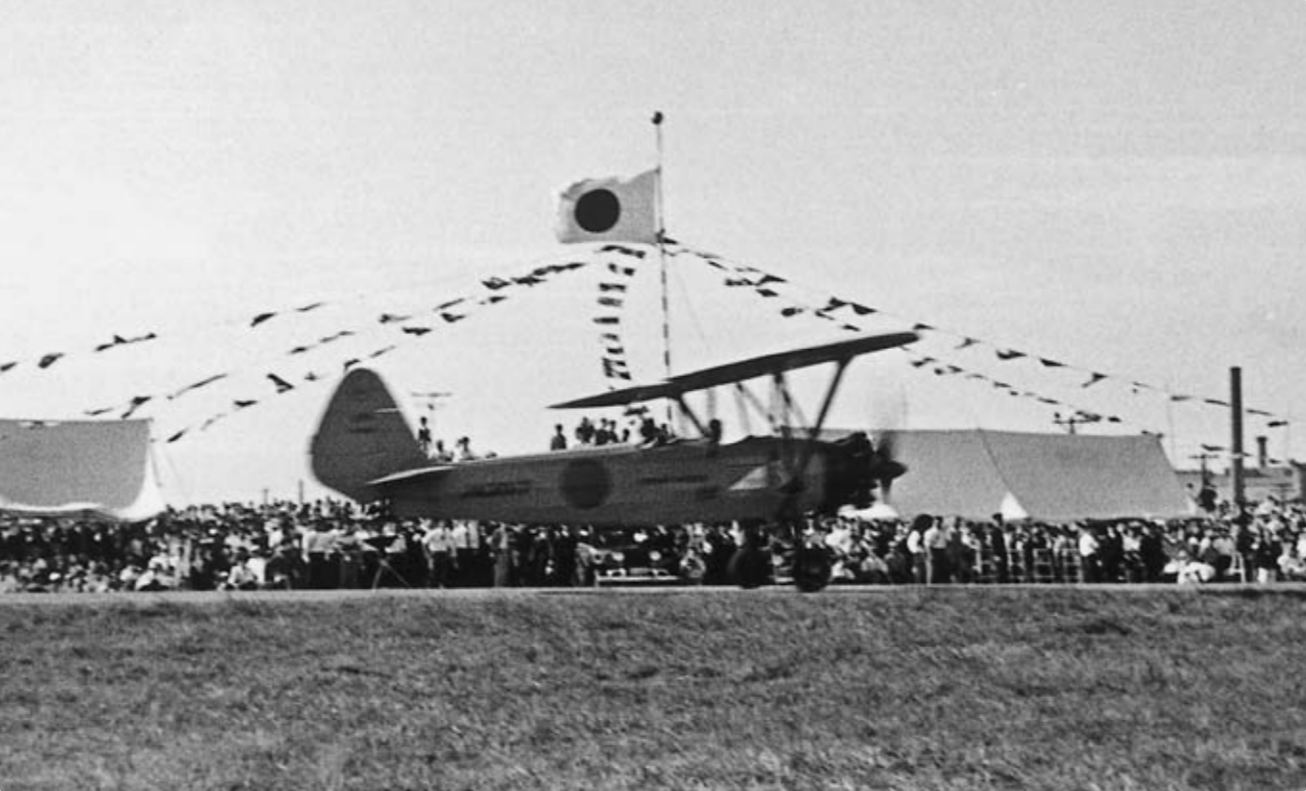
R-52練習機
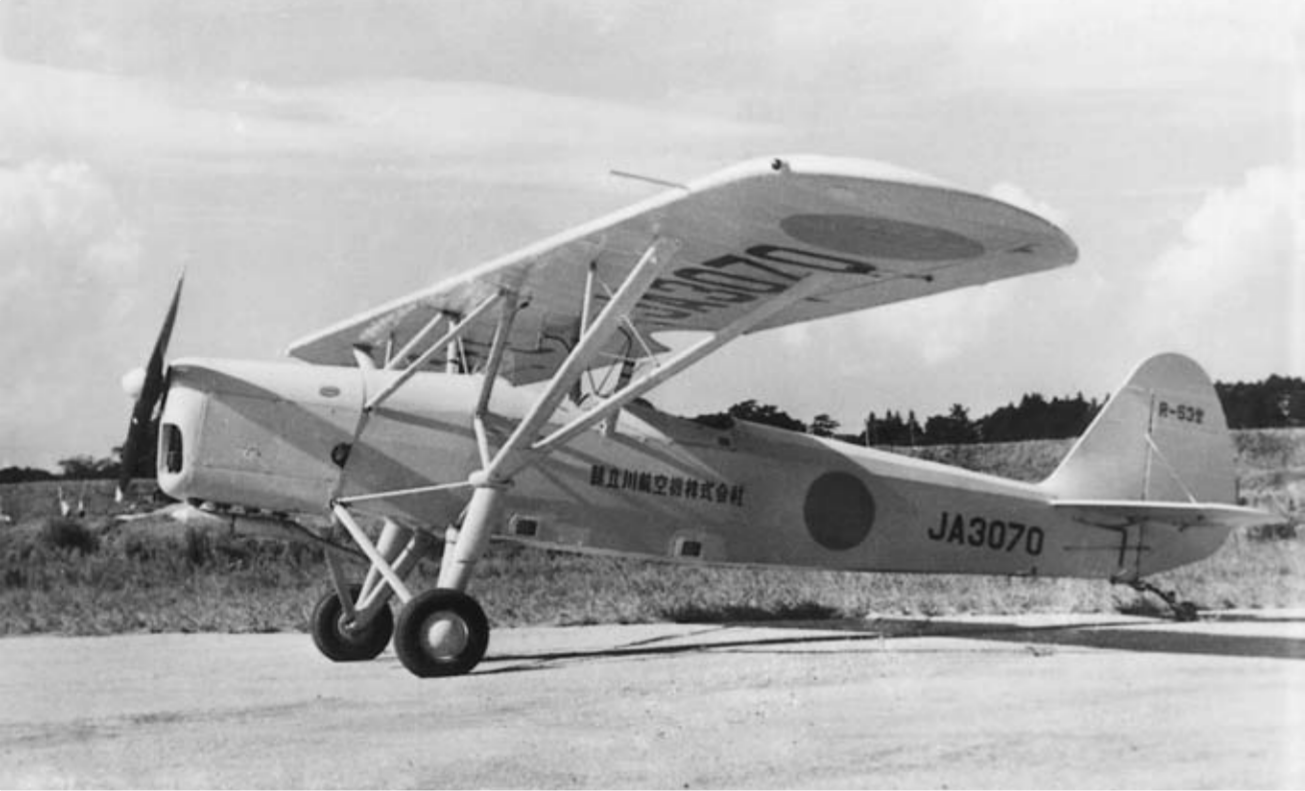
R-53練習機
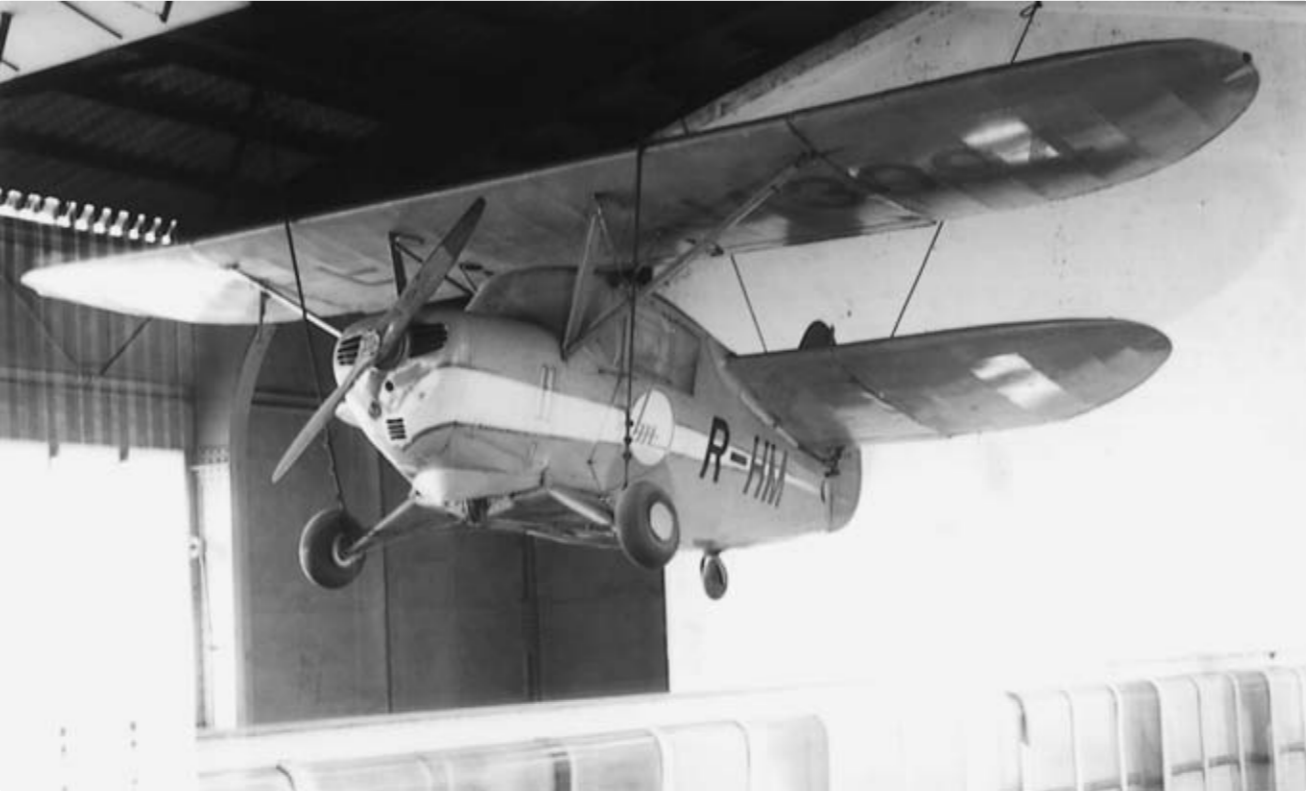
R-HM軽飛行機

### 書籍
- 立飛企業株式会社「報告書」第115期、立飛企業株式会社、2011年、16頁-24頁。
- 米国戦略爆撃調査団, “Tachikawa Aircraft Company, Corporation Report No. 10” Records of the U.S. Strategic Bombing Survey, United States Strategic Bombing Survey：USSBS, United States UP, 1947, pp. 1.

### ウェブサイト
- 立飛グループの歴史 株式会社立飛ホールディングス
- 沿革 株式会社立飛ホールディングス